# Menander Protektor
Menander Protektor ali Menender Bizantinec, bizantinski zgodovinar, rojen sredi 6. stoletja v Konstantinoplu. Edini vir podatkov o njegovem življenju je bizantinska enciklopedija Suda iz 10. stoletja. 
Menander je šudiral pravo, vendar je študij opustil in se prepustil lagodnemu življenju. Ko ga je sreča zapustila, je postal vojaški častnik na dvoru cesarja Mavricija. Od tod tudi njegov pridevek Protektor (Gardist).  Mavricij ga je vzpodbudil, da se je začel ukvarjati s pisanjem zgodovine. 
Za zgled je vzel Agatija, ki je bil tudi pravnik, in začel pisati zgodovino tam, kjer je Agatij končal. Menandrova zgodovina zajema obdobje od prihoda Kutrigurov v Trakijo med vladanjem Justinijana I. leta 558 do smrti cesarja Tiberija leta 582. Veliko odlomkov njegove Zgodovine se je ohranilo v razpravah Konstantina Porfirogeneta in Sudi. 
Menandrov slog je ponekod bombastičen, vendar je njegova Zgodovina kljub temu vredna zaupanja in  spada med najbolj dragocene vire za zgodovino 6. stoletja, še posebej za geografske in etnografske zadeve. Bil je očividec nekaterih dogodkov, ki jih opisuje. 
Podobno kot Agatij je pisal epigrame. Eden od njih, ki se nanaša na perzijskega maga, ki se je spreobrnil v krščanstvo in umrl kot mučenec, se je ohranil v Grški antologiji (i.101).